# Love Generation
Love Generation è un singolo di Bob Sinclar con la parte vocale eseguita da Gary Pine, membro della band giamaicana The Wailers (formata da Bob Marley). Il singolo è stato pubblicato nel 2005 dall'etichetta Defected Records. Fa parte delle canzoni usate nel cinepanettone dell’anno stesso Natale a Miami.

## Descrizione
Il brano è il quarto singolo ad essere estratto dall'album di Sinclair, Western Dream. Ottiene un notevole successo in tutta Europa e in Australia, ed è stato uno dei dischi più longevi nella top 10 tedesca. Ha avuto un successo più modesto nel Regno Unito, dove tuttavia è arrivato alla posizione 12.
Del brano esiste una versione in lingua ungherese.

## Il video
Il video di "Love Generation" è ispirato a quello di "Sweet Lullaby" dei Deep Forest. Entrambi i video figurano dei bambini a bordo di una bicicletta, attraverso varie location, che salutano i passanti.
Il video, girato in vari luoghi negli Stati Uniti, comincia con un ragazzino (interpretato da David Beaudoin, protagonista di vari video di Bob Sinclar) che si sveglia in una mattina apparentemente normale. Dopo essersi preparato, prende la bicicletta e si reca a scuola, ma arrivato a destinazione, anziché fermarsi va avanti. Man mano che il bambino continua a guidare la bicicletta, vengono mostrati intorno a lui diversi scenari, che vanno da New York a San Francisco. Nel video compare anche Bob Sinclar.
Dato che la canzone è stata utilizzata come colonna sonora dei Mondiali di calcio 2006, in una versione del video compaiono le mascotte FIFA Goleo VI e Pille.

## Tracce
CD-Single  Ministry Of Sound 1000036MA1 / EAN 4029758682616
1. Love Generation

CD-Single  Yellow 1000066MA1 / EAN 4029758682654 
1. Love Generation (Radio Edit)  3:31
2. Love Generation (Bob Sinclar Main Club Mix)  8:56

CD-Maxi  Yellow 501441 
1. Love Generation (Radio Edit)
2. Love Generation (Club Mix)
3. Love Generation (Spiritual Mix)

12" Maxi  Defected DFTD111R [uk] 
1. Love Generation (Full Intention Club Mix)
2. Love Generation (Full Intention Dub)
3. Love Generation (Kenny Dope Gutta Remix)
4. Love Generation (Kenny Dope Dub)

CD-Maxi  Mach 1 1000035MA1 / EAN 4029758648865 
1. "Love Generation" (Radio Edit)
2. "Love Generation" (Club Mix)
3. "Love Generation" (Full Intention Mix)
4. "Love Generation" (Full Intention Dub)
5. "Love Generation" (Ron Carroll Black Church Feeling)
6. "Love Generation" (Kenny Dope Gutta Remix)

## Classifica italiana
| Posizione | 12 | 13 | 13 | 14 | 14 | 10 | 9 | 14 | 18 | 12 | 19 | 19 | 20 | 20 |

## Classifiche internazionali
| Chart (2006)  | Peak position |
| ------------- | ------------- |
| Svizzera      | 2             |
| Austria       | 1             |
| Francia       | 3             |
| Olanda        | 3             |
| Belgio        | 1             |
| Svezia        | 2             |
| Finlandia     | 13            |
| Norvegia      | 13            |
| Danimarca     | 3             |
| Italia        | 9             |
| Spagna        | 6             |
| Australia     | 1             |
| Nuova Zelanda | 2             |
| UK            | 12            |